# Edward Russell (1e graaf van Orford)

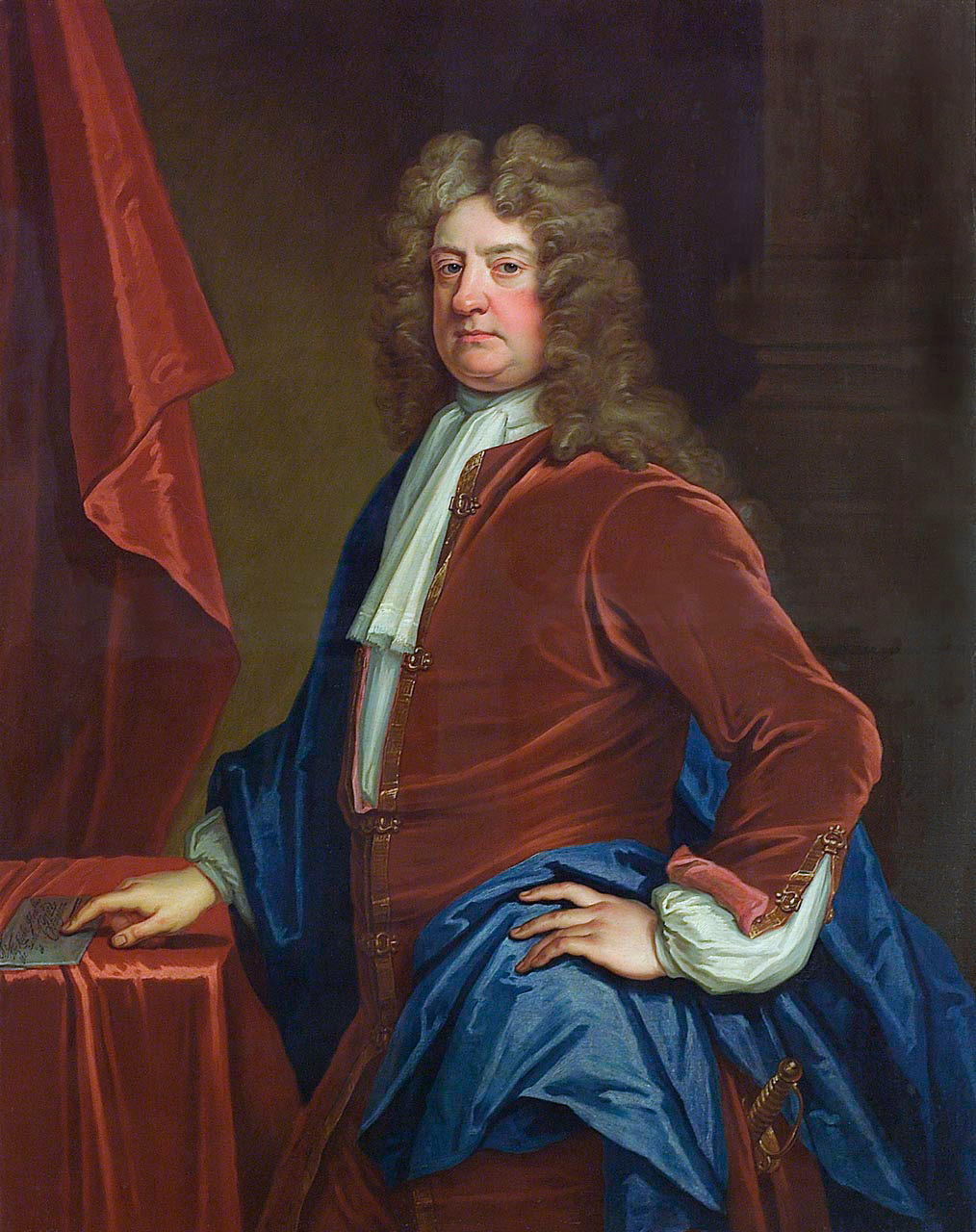
Edward Russell

Edward Russell (1e graaf van Orford) (1653 - 26 november 1727) was een Engels admiraal. Onder koning Willem III werd hij de eerste First Lord van de Engelse Admiraliteit.

## Carrière in de marine
Hij was een zoon van de Edward Russell, een jongere zoon van de 4e graaf van Bedford en een jongere broer van de 5e graaf van Bedford (die later tot 1e  hertog van Bedford werd gepromoveerd). Hij trouwde met zijn nicht Margaret Russell, de jongste dochter van zijn broer, de 5e graaf van Bedford. Het echtpaar bleef kinderloos.
Hij was een van de eerste gentleman officieren in de Royal Navy die van jongs af aan gewend was aan de zee. In 1671 werd hij op achttienjarige leeftijd tot luitenant benoemd. Het volgende jaar werd hij al gepromoveerd tot kapitein. In de Derde Engels-Nederlandse Oorlog zag hij in 1672 en 1673 actieve dienst in de Noordzee. Russell diende van 1676 tot 1682 onder leiding van John Narborough en Arthur Herbert in de operaties in de Middellandse Zee tegen de Barbarijse zeerovers.
In 1683 raakte hij werkloos, omdat alle leden van de familie Russell na de ontdekking van Lord Russells (zijn broer) connectie met de Rye House-samenzwering bij koning Karel II in ongenade vielen.
In 1688 was hij een van zogenaamde Immortal Seven, een groep van Engelse edelen, die de Uitnodiging aan Willem III hadden opgesteld, een document waarin zij op diens verzoek stadhouder Willem III van Oranje uitnodigden om Koning Jacobus II at te zetten. In de daaropvolgende Oorlog van de Grote Alliantie diende Russell op zee. Na 1690 was hij als Admiral of the Fleet commandant van de Engelse vloot. In 1692 was  Russell Commander-in-Chief van de Engels-Nederlandse vloot die eind mei/begin juni  bij Barfleur en La Hougue binnen een week tweemaal tegen de Franse vloot vocht. Door gebruik te maken van branders slaagde men er bij La Hougue in een aanzienlijk deel van de Franse lijnschepen buiten gevecht te stellen. Deze overwinning was de beslissende zeeslag in Negenjarige oorlog.
Russell werd in 1694 tot First Lord van de Engelse Admiraliteit benoemd, Hij behield deze functie tot  1699. Hij diende Gedurende de periode 1695-95 diende hij in de Middellandse Zee. In 1697 verleende de koning hem de titels, Baron Shingay, Viscount Barfleur en Graaf van Orford. Al deze titels werden met de dood van de kinderloze Orford extinct.
Op bevel van  Koning Willem III was hij de eerste Engels commandant die overwinterde bij Cadiz (in plaats van zijn eskader in de herfst naar huis terug te varen). Hij luidde zo een beleid in dat in 1704 tot de verovering van de latere Engelse Middellandse Zee basis in Gibraltar zou leidden.

## Landgoederen
Russell was vanaf 1689 tot zijn dood heer van het landgoed Chippenham in Cambridgeshire. Russell renoveerde het landhuis en breidde het landgoed sterk uit. Het domineert nog steeds de parochie ten zuiden van het dorp. Hij gaf ook opdracht tot de bouw van Orford House in het dorp Ugley in Essex.